# Al-Abbas ibn Said al-Dschauhari
Al-Abbas ibn Said al-Dschauhari (arabisch العباس بن سعيد الجوهري, DMG al-ʿAbbās b. Saʿīd al-Ǧawharī; englische Umschrift al-Jawhari) war ein Astronom, Astrologe und Mathematiker am Hof des Kalifen al-Ma'mūn (regierte 813 bis 833) im 9. Jahrhundert. Er war im Haus der Weisheit in Bagdad.
Al-Dschauhari ist möglicherweise persischen Ursprungs. Über ihn ist wenig bekannt. Er war Hofastronom und -astrologe und wurde vom Kalifen mit dem Bau astronomischer Instrumente beauftragt. Er war an wichtigen Himmelsbeobachtungen 829/830 in Bagdad und 832/833 in Damaskus beteiligt. In seinem Haus in Bagdad traf er sich mit anderen Wissenschaftern, um die Werke von Euklid und Claudius Ptolemäus zu diskutieren.
Von ihm stammte ein astronomisches Handbuch (Zij), das aber nicht erhalten ist und über dessen Inhalt nur indirekt etwas bekannt ist.
Bekannt ist er vor allem durch seinen Euklid-Kommentar, von dem Teile handschriftlich erhalten sind. Sie enthalten Ergänzungen zum fünften Buch von Euklids Elementen. In einer Handschrift von Nasir ad-Din at-Tusi sind auch Fragmente aus seinen Ergänzungen zum ersten Buch von Euklids Elementen erhalten, in denen er versucht das Parallelenpostulat von Euklid zu beweisen. Es ist von dem Beweisversuch von Simplikios angeregt, ist aber von diesem unabhängig. Nasir at-Tusi erkannte schon den Fehler in al-Jawharis Beweis, der den ersten bekannten Beweisversuch des Parallelenpostulats in der arabischen Welt darstellt.
Er soll auch ein – möglicherweise ursprünglich indisches – Buch über Gifte aus dem Persischen ins Arabische übersetzt haben.